# Vernancourt
Vernancourt település Franciaországban, Marne megyében. Lakosainak száma 82 fő (2022. január 1.). Vernancourt Bettancourt-la-Longue, Charmont, Heiltz-le-Maurupt, Possesse, Saint-Jean-devant-Possesse, Vanault-les-Dames és Villers-le-Sec községekkel határos.

## Népesség
A település népessége az elmúlt években az alábbi módon változott:
| Lakosok száma | 98   | 73   | 76   | 77   | 89   | 91   | 88   | 86   | 84   | 82   |
|               | 1968 | 1982 | 1990 | 2006 | 2013 | 2015 | 2017 | 2019 | 2020 | 2022 |